# Adelina Escandell
Adelina Escandell Grases (Barcelona, 22 de marzo de 1954) es una política y maestra catalana, militante de Comunistes de Catalunya. Fue senadora por Esquerra Republicana de Catalunya - Sobiranistes.
Fue presidenta de la Fundació l’Alternativa entre 2014 y 2020, actualmente es miembro del patronato de la Fundación.
En su dedicación a la docencia, ha trabajado como maestra. Inició su andadura en el ámbito de una cooperativa de maestros y, con la Ley 14/1983, realiza las pruebas de acceso, convirtiéndose en maestra de escuela pública, donde ha desarrollado el trabajo docente hasta la jubilación en verano de 2014. Además de maestra, es Licenciada en Psicología.
Colabora habitualmente con la publicación digital La Realitat.